# Der Tasa
Der Tasa ou Deir Tasa est un site archéologique, daté vers 4500 AEC, siège de l'une des cultures les plus anciennes de l'Égypte pré-dynastique en Haute-Égypte antique, mais dans le sud de la Moyenne-Égypte moderne, à 20 km, environ, au sud-est d'Assiout. L'émergence de la culture tassienne aurait, de peu, précédé la culture de Badari (5500-4000 ou 4300-3800), mais elles se chevauchent largement. La culture tassienne est très proche de la culture badarienne sur la rive est du Nil. Toutes deux précèdent les cultures de Nagada (3800-3150), plus au Sud, sur l'autre rive.

## Situation
Der Tasa se situe sur la rive est du Nil entre Assiout et Akhmîm. Sur le plan archéologique ce site appartient à un ensemble de sites antiques qui s'étend sur une région (d'environ 50 km) qui va des villages de Deir Tasa à Badari en passant par Hammamiya. Deir Tasa est ainsi un peu au nord de Badari, dans l'antique Haute-Égypte.

## Histoire de la recherche
Des sépultures y ont été découvertes par Guy Brunton entre 1922 et 1925 La découverte a révélé aussi un type de poterie rouge et brun, peint en noir à l'extérieur comme à l'intérieur. Ces poteries ont permis à Flinders Petrie de développer son système nommé Sequence dating (en) par lequel la date relative, sinon la date absolue, d'un site pré-dynastique donné, peut être vérifiée en examinant les poignées de la poterie.

## Archéologie de la période prédynastique égyptienne à Der Tasa
La culture tassienne est probablement la culture prédynastique, sans aucune trace de métal, la plus ancienne connue en Haute Égypte (vers 4500 AEC). Le Tassien a été découvert sur la rive est du Nil à al-Badārī et à Deir Tasa. Mais il semble évident que la culture tassienne chevauche aussi largement la culture badarienne, sur une durée encore inconnue (en 2014).
Elle doit son nom aux sépultures trouvées sur le site de Deir Tasa. Elle a produit les premières céramiques à revêtement noir, un type de poterie rouge et brune, qui a été peint en noir sur les deux surfaces, externe et interne. Ces poteries (bols à bords courts ou allongés) - découvertes dans des sépultures, circulaires ou ovales et très rarement plus ou moins rectangulaires - contenaient des offrandes de nourriture, apparemment pour le défunt. Leur petite base arrondie et leur forme évasée lourde sur le dessus ne permettent guère de placer ces objets en position verticale, et il n'y a aucune preuve de supports dans l'assemblage céramique - ce qui leur donne une forme en « tulipe ». Mais leur usage reste énigmatique. Probablement réservés à la boisson, leur contenance invite à penser que le contenu était partagé, voir dédié à un rituel. Sami Gabra (1930) décrit les couleurs des céramiques qu'il a trouvées : « Les couleurs sont : brun, ou brun poli avec les bords largement noircis, rouge, rouge avec bords noircis, enfin noir; la surface des vases est lisse ou ondulée ». Comme il y a peu de différence entre la poterie tassienne et la poterie badarienne (culture de Badari),, il se pourrait que ces découvertes d'avant 1930 aient été badariennes. Pour cet auteur, le noircissement des bords pouvait être comparé à celui des poteries nubiennes.
Les fouilles des sépultures tassiennes ont livré un certain nombre de squelettes. Les fossiles sont généralement plus grands et plus robustes que les spécimens égyptiens prédynastiques ultérieurs. À cet égard, les squelettes tassiens sont ceux qui sont les plus semblables à ceux de la culture de Mérimdé. En outre, bien que les crânes de Der Tasa soient dolichocéphales (à longue tête) comme la plupart des autres crânes prédynastiques, ils ont une voûte grande et large comme les crânes de Mérimdé. Les crânes des sites badariens, amratiens et natoufiens ayant plutôt tendance à être plus petits et étroits .
Des découvertes importantes ont été réalisées, tant dans la partie désertique de l'Est que dans celle de l'Ouest, qui permettent de mieux appréhender la localisation et le mode de subsistance de ces populations. Leur présence dans ces deux espaces suppose un mode de vie nomade, pastoral. La découverte la plus importante de ces dernières années est celle du cimetière de Gebel Ramlah (en), qui peut être associé, au plan archéologique, au Néolithique du désert de l'Ouest et au tassien de la vallée du Nil. Ce qui prouve l'existence d'une population nomade ayant une structure sociale complexe et des contacts d'une grande variété, dont la vallée du Nil et les collines, côté mer Rouge.